# Pierre Léonard Van Der Linden
Pour les articles homonymes, voir Vanderlinden.
Pierre Léonard Van Der (ou Vander) Linden est un entomologiste belge, né le 12 décembre 1797 et mort le 5 avril 1831.

## Biographie
Grâce à une bourse (1817), il peut étudier en Italie notamment auprès du botaniste Antonio Bertoloni (1775–1869) et du zoologiste Camillo Ranzani (1775–1841). Il obtient son doctorat en médecine à Bologne en 1821. En 1821, il séjourne à Paris.
Van Der Linden revient en Belgique en 1822 et obtient, l’année suivante, un autre doctorat de médecine à l’université de Louvain. Il est le premier professeur de zoologie de Belgique, au sein du Musée des sciences et des lettres. Il enseigne les sciences naturelles à l’Athénée.
Ce professeur de zoologie se spécialise sur l’étude des hyménoptères. Il fait notamment paraître Observations sur les hymenoptères d'Europe de la famille des fouisseurs, la première partie sous le titre de Scoliètes, sapygites, pompiliens et sphégides en 1827 et la seconde sous celui de Bembecides, labrates, nyssoniens et crabronites en 1829 (imprimerie de M. Hayez, Bruxelles). Il est aussi l’auteur d’un Essai sur les insectes de Java et des îles voisines (1829) et de Quelques mots sur le choix d'un nouveau souverain pour la Belgique (1830). Sa collection n’a été conservée.

## Source
- Daniel Pauly (2001). Bibliographie des Hyménoptères de Belgique précédée de notices biographiques (1827–2000). Première partie, Notes faunistiques de Gembloux, 44 : 37–84.  (ISSN 0770-2019)